# ホーム 宇宙人ブーヴのゆかいな大冒険
『ホーム 宇宙人ブーヴのゆかいな大冒険』（ホーム うちゅうじんブーヴのゆかいなだいぼうけん、原題: Home）は、2015年のアメリカの3DCGによる3Dアニメ映画。日本では劇場未公開だったが、2016年7月6日にBlu-ray Disc&DVDで発売された。2017年12月1日にネットフリックスで「ホーム　宇宙人ブーヴのクリスマス」が公開され、ケリー・クラークソンとベン・シュワルツがゲスト出演している。

## あらすじ
宇宙人ブーヴは、宿敵ゴーグから逃げ自分たちのすみかを求めて地球にやってきた。スメック船長率いるブーヴたちは地球人を一箇所に強制移住させ、残りの場所を占領してしまう。そんなブーヴの一員オウはいつもドジばっかりで友達がいない。せっかくパーティを開いても誰も来てくれず、誤って宇宙全体の生物にまで招待メールを送ってしまうが、そのなかにはゴーグも含まれていた。仲間のブーヴたちから追われることになり、逃げだしたオウは地球人の少女チップと出会う。こうして、ブーヴの侵略で離ればなれになったママを探すチップと仲間から追われるオウの不思議な旅が始まった。

## 声の出演
- オウ:ジム・パーソンズ（日本語吹き替え：山口登)
- チップ:リアーナ（日本語吹き替え：白石涼子)
- ルーシー:ジェニファー・ロペス（日本語吹き替え：高乃麗)
- スメック船長:スティーヴ・マーティン（日本語吹き替え：楠見尚己)
- カイル:マット・L・ジョーンズ（日本語吹き替え：多田野曜平)

## 評価
レビュー・アグリゲーターのRotten Tomatoesでは139件のレビューで支持率は53%、平均点は5.50/10となった。Metacriticでは31件のレビューを基に加重平均値が55/100となった。